# 229
El año 229 (CCXXIX) fue un año común comenzado en jueves del calendario juliano, en vigor en aquella fecha.
En el Imperio romano el año fue nombrado como el del consulado de Severo y Casio o, menos comúnmente, como el 982 Ab urbe condita, siendo su denominación como 229 posterior, de la Edad Media, al establecerse el Anno Domini.

## Acontecimientos
- Fundación de Nankín.